# Чемпионат мира по баскетболу 2027
Чемпионат мира по баскетболу 2027 года — двадцатый чемпионат мира по баскетболу, проводимый ФИБА. Хозяином турнира стал Катар. Это будет третий турнир в рамках нового цикла, который стартовал в 2019 году.

## Выборы организатора
28 апреля 2023 года в Маниле(Филиппины) ФИБА объявила, что Катар примет предстоящий чемпионат мира в 2027 году.
Ранее на проведение чемпионата совместно претендовали Аргентина и Уругвай, но позже отозвали заявку.

## Стадионы
| Лусаил                         | Доха                          | Доха             | Доха                                  |
| ------------------------------ | ----------------------------- | ---------------- | ------------------------------------- |
| Спортивная арена Лусаил        | Арена Али бин Хамад аль-Аттия | Арена Аспир Домэ | Гандбольный спортивный зал «Духайл»   |
| 16 300                         | 8 600                         | 8 000            | 8 000                                 |
| Lusail sports Arena, interior1 |                               |                  | Duhail Sports Arena (interior), Qatar |

## Квалификация

### Квалифицировавшиеся команды
| Команда | Квалификация | Квалификация        | Участие   | Участие | Участие | Лучший Результат | Рейтинг Фиба |
| Команда | Способ       | Дата                | Последнее | Всего   | Подряд  | Лучший Результат | Рейтинг Фиба |
| ------- | ------------ | ------------------- | --------- | ------- | ------- | ---------------- | ------------ |
| Катар   | Организатор  | 28 апреля 2023 года | 2006      | 2       | 1       | 21-е место(2006) | 89           |